# Saut en hauteur féminin aux championnats du monde d'athlétisme 1983
Navigation
Rome 1987
L'épreuve du saut en hauteur féminin des championnats du monde d'athlétisme de 1983 s'est déroulée les 7 et 9 août de la même année, dans le Stade olympique d'Helsinki, en Finlande, remportée par la Soviétique Tamara Bykova.

## Légende
Du tableau suivant :
- – : hauteur de saut non tentée (en mètres).
- Hauteur atteinte :
  - o : dès le 1er essai,
  - xo : au 2e essai,
  - xxo : au 3e essai ;
- 3x : hauteur non atteinte au terme de 3 essais au maximum,
  - voire d'un seul (x-) ou de deux essais(s, xx)...

## Résultats

### Finale
| Rang               | Athlète             | Pays                 | 1.75 | 1.80 | 1.84 | 1.88 | 1.92 | 1.95 | 1.97 | 1.99 | 2.01 | 2.03 | Marque | Notes |
| ------------------ | ------------------- | -------------------- | ---- | ---- | ---- | ---- | ---- | ---- | ---- | ---- | ---- | ---- | ------ | ----- |
| Médaille d'or      | Tamara Bykova       | Union soviétique     | –    | o    | o    | o    | o    | o    | o    | xo   | o    | 3x   | 2.01   |       |
| Médaille d'argent  | Ulrike Meyfarth     | Allemagne de l'Ouest | –    | o    | o    | o    | o    | xo   | xo   | o    | x–   | xx   | 1.99   |       |
| Médaille de bronze | Louise Ritter       | États-Unis           | –    | o    | o    | o    | xo   | xo   | 3x   |      |      |      | 1.95   |       |
| 4                  | Coleen Sommer       | États-Unis           | –    | o    | o    | o    | xo   | xxo  | 3x   |      |      |      | 1.95   |       |
| 5                  | Kerstin Brandt      | Allemagne de l'Est   | –    | o    | xo   | xxo  | xo   | 3x   |      |      |      |      | 1.95   |       |
| 6                  | Debbie Brill        | Canada               | –    | o    | o    | o    | 3x   |      |      |      |      |      | 1.88   |       |
| 7                  | Susanne Helm        | Allemagne de l'Est   | –    | o    | o    | xo   | 3x   |      |      |      |      |      | 1.88   |       |
| 8                  | Olga Juha           | Hongrie              | o    | o    | xo   | xo   | 3x   |      |      |      |      |      | 1.88   |       |
| 9                  | Vanessa Browne-Ward | Australie            |      |      |      |      |      |      |      |      |      |      | 1.88   |       |
| 10                 | Silvia Costa        | Cuba                 |      |      |      |      |      |      |      |      |      |      | 1.84   |       |
| 11                 | Andrea Bienias      | Allemagne de l'Est   |      |      |      |      |      |      |      |      |      |      | 1.84   |       |
| 12                 | Maryse Éwanjé-Épée  | France               |      |      |      |      |      |      |      |      |      |      | 1.84   |       |
| 12                 | Katalin Sterk       | Hongrie              |      |      |      |      |      |      |      |      |      |      | 1.84   |       |
| 12                 | Minna Vehmasto      | Finlande             |      |      |      |      |      |      |      |      |      |      | 1.84   |       |
| 15                 | Christine Soetewey  | Belgique             |      |      |      |      |      |      |      |      |      |      | 1.84   |       |
| 16                 | Yang Wenqin         | Chine                |      |      |      |      |      |      |      |      |      |      | 1.84   |       |
| 17                 | Larisa Kositsyna    | Union soviétique     |      |      |      |      |      |      |      |      |      |      | 1.80   |       |
| 18                 | Zheng Dazhen        | Chine                |      |      |      |      |      |      |      |      |      |      | 1.80   |       |